# Toninho do Diabo
Antônio Aparecido Firmino (Jundiaí, 20 de setembro de 1971), mais conhecido como Toninho do Diabo, é um alegado religioso brasileiro, que se identifica como discípulo do Diabo, e autodenomina-se o "Embaixador de Lúcifer na Terra", sendo portanto considerado por parte da mídia como um dos maiores líderes satanistas do Brasil. Outros porém, consideram que Antônio Aparecido seria na realidade um artista trash, e Toninho do Diabo, seu personagem, a exemplo do Zé do Caixão, interpretado por José Mojica Marins. Inri Cristo o define como "um esforçado artista engavetado". É também cantor, compositor, ator, roteirista, produtor e diretor de filmes online, além de dirigente de carnaval, sendo presidente da escola de samba Império do Vale do Sol.

## Carreira
Antônio Aparecido Firmino é Toninho do Diabo desde os anos 80, sendo artista underground em Jundiaí, sem no entanto nunca ter sido absorvido pelo circuito cultural oficial, público ou privado. Foi autor e diretor dos filmes O Caçador de Almas e sua sequência O Caçador de Almas II, que seriam, segundo o próprio, "uma crítica social sobre a corrupção no país". Já em outro de seus filmes, O Ataque dos Pneus Assassinos, "um estranho líquido extraído de um meteorito dá ao Dr. Toninho do Diabo o poder de dar vida a qualquer coisa. Na tentativa de arrecadar almas para o Inferno, Toninho cria uma exército de borrachas que saem pela rua causando pânico e destruição".
Foi descoberto pela mídia de massa pela primeira vez ainda em meados da década de 1990, pelo humorista Rodolfo Carlos de Almeida, que na época apresentava um quadro do programa policial 190 Urgente.
Tornou-se célebre, no entanto, na década de 2000, quando o videoclipe de uma de suas músicas mais famosas, "Profecias Brasileiras", foi apresentada no extinto programa da MTV Piores Clipes do Mundo, e fez muito sucesso. Mais conhecida pelo refrão "eu taco fogo!", na canção, Toninho faz uma grande crítica a vários segmentos da sociedade.
Desde então, tornou-se um fenômeno de mídia, sendo convidado a diversos programas de televisão, inclusive para debates, frequentemente junto com  Padre Quevedo e Inri Cristo, além de outros líderes religiosos.
Caio Fábio classificou sua atuação num deles, em 2009, como "um banho" de argumentação, querendo dizer que o satanista havia vencido a discussão, ainda que segundo o próprio Caio, Toninho estivesse apenas "de gozação", sendo "um artista lançando sua carreira".
Atualmente, dedica-se à produção de seu próximo filme, Hospital Amaldiçoado. Fez um teste de elenco na casa noturna Madame (antigo Madame Satã) no qual convocava pessoas feias para esse mesmo teste. “Queremos gente feia mesmo. Mas não pouco feia não. Tem que ser muito feia! Queremos trombada de caminhão com Maria Fumaça”, disse Toninho.

## Filmografia
- O Caçador de Almas (1994)
- O Caçador de Almas II (1999)
- O Ataque dos Pneus Assassinos (2000)
- O Caçador de Almas III (2003)
- A Fazenda do diabo (2014)
- Hospital Amaldiçoado (em filmagem)